# Condado de Rankin
El condado de Rankin (en inglés: Rankin County), fundado en 1828, es un condado del estado estadounidense de Misisipi. En el año 2000 tenía una población de 115.327 habitantes con una densidad poblacional de 57 personas por km². La sede del condado es Brandon.

## Geografía
Según la Oficina del Censo, el condado tiene un área total de 2088 km² (806,2 mi²), de la cual 2007 km² (774,9 mi²) es tierra y 81 km² (31,3 mi²) es agua.

## Demografía
En el 2000 la renta per cápita promedia del condado era de $ 44,946 y el ingreso promedio para una familia era de $51,707. El ingreso per cápita para el condado era de $20,412. En 2000 los hombres tenían un ingreso per cápita de $36,097 frente a $26,096 para las mujeres. Alrededor del 9.50% de la población estaba bajo el umbral de pobreza nacional.

## Condados adyacentes
- Condado de Madison (norte)
- Condado de Scott (este)
- Condado de Smith (sureste)
- Condado de Simpson (sur)
- Condado de Hinds (oeste)

## Localidades
Ciudades
- Brandon
- Flowood
- Jackson (la mayor parte en el condado de Hinds, pequeña parte en el condado de Madison)
- Pearl
- Richland

Pueblos
- Florence
- Pelahatchie
- Puckett

Lugares designados por el censo
- Cleary
- Robinhood

Áreas no incorporadas
- Fannin
- Johns
- Leesburg
- Piney Woods
- Sandhill
- Star
- Whitfield

## Principales carreteras
- Interestatal 20
- U.S. Highway 80
- U.S. Highway 49
- Carretera 13
- Carretera 18
- Carretera 25
- Carretera 43